# Erdao
Erdao es un pueblo del término municipal de Graus, provincia de Huesca, en la comunidad autónoma de Aragón, España. Este pueblo es una propiedad privada en el  término municipal de Graus como Bafaluy,  y Torruella de Aragón.

## Toponimia
El término parece provenir del vasco Erdi-Bei, que viene a significar "bajo la mitad". En el siglo X, el vocablo Erdao aparece en varios documentos relacionados con la fortaleza de la población puesto que formaba parte de la vanguardia del condado de Ribagorza frente al califato Omeya.

## Geografía
Núcleo deshabitado del valle de Fontova, se sitúa a 900 metros de altitud dominando desde un cerro los barrancos de Rialarez y de la Ribera. Erdao se sitúa en el camino de Bafaluy, accesible desde la carretera dentre La Puebla de Fantova y Centenera  y que va hasta el Castillo de Fantova.

## Historia
Su primera mención escrita es del año 961, cuando aparece citado en el acta de consagración de la iglesia de Santa Cecilia de Fantova.
Desde el 2 de noviembre de 2010, Erdao se encontra en la zona del permiso Carlotta, permiso de Investigación de hidrocarburos,  concedido a la Industria Mineras de Teruel S.A. por el Departamento de Energía, Comercio y Turismo del Gobierno de Aragón por un periodo de 6 años y que cubre 25 284 hectáreas alrededor del río Esera.

## Demografía
| Gráfica de evolución demográfica de Erdao entre 1842 y 1930 |
| |
| Población de derecho según los censos de población del INE Población de hecho según los censos de población del INEEntre el censo de 1857 y el anterior, crece el término del municipio porque incorpora a Torruella de Aragón, Abenozas, Aguilar, y Bafaluy Entre el censo de 1940 y el anterior, este municipio desaparece porque cambia de nombre y aparece como el municipio Torruella de Aragón |

## Patrimonio

### Iglesia de San Cristóbal
Se ubica en la parte más alta de la población y es una construcción del siglo XII, aunque podría ser anterior, de estilo románico lombardo. Consta de una sola nave y de cabecera semicircular orientada al este. Tiene dos capillas laterales del siglo XVI que le dan una planta de cruz latina. Sobre la capilla norte se construyó una torre de un cuerpo y de cuatro pisos que actualmente está cubierta por maleza.

## Fiestas
Aunque actualmente se encuentra despoblado antiguamente las fiestas de Erdao eran las de la Purísima, que se celebraba en diciembre y donde se acudía en romería a la ermita de San Gregorio de Centenera.